# Вища нервова діяльність
Ви́ща нерво́ва дія́льність (ВНД) — сукупність різноманітних форм спільної діяльності кори півкуль великого мозку і підкіркових структур, яка забезпечує взаємодію цілісного організму із навколишнім середовищем (поведінку людини).
Нервова система складається з мільйонів нервових клітин — нейронів. По чутливих нейронах інформація про зміни, що відбулися всередині й поза тілом, надходить у спинний і головний мозок. По рухових нейронах мозок передає команди до залоз і м'язів.
Складові частини нервової системи — це центральна нервова система, що включає головний і спинний мозок, та периферична нервова система, що зв'язує центральну нервову систему з усіма іншими частинами тіла.
У центральній нервовій системі відбувається обробка нервових імпульсів, які надходять від усього тіла. Периферична нервова система одержує інформацію про всі зміни, що відбуваються поза тілом.

## Передача
Нервові імпульси являють собою комбінацію електричних і хімічних сигналів. Вони передаються зі швидкістю близько 4 м/с, тому людина реагує на різні подразники майже миттєво. Зміни збудливості нервових і м'язових клітин пов'язані зі змінами рівня поляризації їхніх мембран при виникненні процесу збудження. При зменшенні величини мембранного потенціалу збудливість незначно підвищується, а якщо слідом за зменшенням мембранного потенціалу виникає потенціал дії, то збудливість повністю зникає і мембрана клітини стає нечутливою (рефрактерною) до будь-яких впливів. Цей стан повної незбудливості отримав назву фази абсолютної рефрактерності. Для швидкопровідних нервових волокон теплокровних тварин її тривалість становить 0,4 мс, для скелетних м'язів 2,5-4 мс, для м'язів серця 250—300 мс.

## Компоненти
Рефлекторна дуга — це найпростіший нервовий провідний шлях, що дозволяє миттєво реагувати на щось.
Спинний мозок — це товстий пучок нервової тканини, що йде від головного мозку. Його захищають кістки хребта — хребці. Спинний мозок розділений на 31 ділянку, від кожної з них у праву і ліву половини тіла відходить по парі периферичних нервів. Усі чутливі та рухові нерви, крім тих, що розташовані в голові, проходять через спинний мозок і закінчуються в головному мозку.
Тіло людини відчуває зміни, що відбуваються навколо неї. Шкіра безпосередньо стикається із зовнішнім світом, і саме в шкірі розміщені більшість чутливих рецепторів. Ці рецептори дозволяють відчувати біль, спеку, тиск і багато чого іншого. Нижні шари шкіри захищені верхнім шаром — епідермісом, — що складається з мертвих клітин. Однак функції шкіри не тільки захисні — вона допомагає підтримувати постійну температуру тіла, рятуватися від відходів життєдіяльності організму і накопичувати жир.
Особливо чутливі нервові рецептори кінчиків пальців. Існують сотні типів рецепторів і всі вони розташовані на кінцях чутливих нервових відростків. Якщо безліч таких рецепторів приводиться в дію одночасно, у мозок по нервовому волокну передається дуже сильний імпульс.
Розташовані в більш глибоких шарах шкіри рецептори тиску посилають у мозок імпульси після того, як вони «відчують» сильний тиск. Нерви, що йдуть від кінчиків пальців, поєднуються в більш великі нерви, що проводять імпульси від усієї кисті. Ці нерви, своєю чергою, поєднуються з іншими нервами руки в міру наближення до спинного мозку.
Особливі шкірні рецептори «відчувають» гаряче і холодне, гладке і шорсткувате. Усі рецептори поєднуються в мережу нервів, що підходить до центральної нервової системи. По спинному мозку сигнали шкірних рецепторів потрапляють до головного мозку. Рецептори в усіх частинах тіла відчувають по-різному: одні з них сильніше відчувають біль чи спеку, інші — дотики. Тактильна (дотикова) чутливість кінчиків пальців настільки велика, що сліпі люди можуть читати, обмацуючи букви пальцями.
Больові рецептори передають інформацію про характер болю. Біль у шлунку відрізняється від болю, що виникає при порізі пальця. Дотепер точно не відомо, чому в одних випадках відчувається тупий, ниючий біль, а в інших — гострий.
Шари шкіри
Шкіра — зовнішній покрив людини й інших хребетних, найбільший орган тіла, що складається з двох основних шарів — епідермісу і дерми. Під дермою пролягає підшкірна клітковина, яку утворює жирова тканина. Товщина шару підшкірної клітковини в різних людей і в різних місцях тіла різна.
Клітини верхнього шару шкіри — епідермісу — роговіють і злущуються під впливом зовнішнього середовища і відмирають щодня. Омертвілі клітини постійно заміняються новими за рахунок клітин глибокого шару, що безупинно розмножуються. Водонепроникний епідерміс захищає шкіру від проникнення в неї води і від випаровування через шкіру рідини тіла. Крім того, клітини епітелію містять пігмент, що визначає колір шкіри. Під впливом сонячних променів пігментація шкіри збільшується, і засмагла шкіра захищає організм від надмірних світлових впливів.
Найбільш товстий і щільний роговий шар у людини утворюється в тих місцях, що піддаються найбільшому тертю — на підошвах ніг, подушечках пальців.
Дерма розміщена під епідермісом. Вона утворена шарами пружних еластичних м'язових волокон, що надають шкірі міцності; крім того, у ній є кровоносні судини, капіляри, нервові закінчення, волосяні фолікули та потові залози.
Підшкірна клітковина — найглибший шар шкіри. Вона складається з пухкої жирової тканини. У жирових клітинах відкладаються запаси жиру, що служать теплоізоляційним матеріалом (тому шкіра так добре зберігає тепло) і поживною речовиною. Проходячи через підшкірну жирову клітковину, еластичні волокна зв'язують дерму з м'язами, що лежать нижче.
Протоки сальних залоз відкриваються у волосяні сумки, виділяючи шкірне сало, що служить змащенням волосся та шкіри і перешкоджає розвитку мікробів. Секрет сальних залоз містить жирні кислоти, воски і стероїди, його функція — захист фолікул від пилу і мікроорганізмів.
«Гусяча» шкіра. «Гусяча шкіра», пілоерекція (лат. cutis anserina), розмовна назва — си́роти. Вчені й досі не з'ясували всіх причин, які є причиною такої реакції організму. Існує припущення, що це успадкована реакція від давніх пращурів як механізм виживання. Стресова ситуація є поштовхом для виділення клітинами мозкової речовини надниркових залоз адреналіну. Його надходження в кров призводить до зростання частоти серцевих скорочень і дихання, збільшення потовиділення і, власне, появи «гусячої шкіри». Поява «гусячої шкіри» є нічим іншим, як рефлекторною відповіддю, що отримала назву «піломоторний рефлекс». В основі такої фізіологічної реакції лежить збудження вегетативних периферичних нервових закінчень, які відповідають за скорочення гладкої мускулатури (α-адренорецепторів) волосяних фолікулів. Як тільки ці м'язи скорочуються, волосся на тілі стає сторчма.
Рецептори. Багато спеціальних клітин шкіри можуть сприймати зміни, що відбуваються у навколишньому світі. Бувають терморецептори, які реагують на високу та низьку температуру навколишнього середовища чи його предметів. Рецептори, які реагують на високі температури, розташовані набагато нижче, ніж рецептори, які реагують на низькі температури. Тому людині більш властиво мерзнути, ніж відчувати тепло. Бувають рецептори, які відрізняють тверді предмети від м'яких, гострі від тупих, є рецептори відчуття болю, дотику, тиску. Деякі рецептори сприймають лише один різновид впливу, а інші — кілька різновидів. Отримана інформація з нервової системи надходить у мозок для обробки.

## Тип вищої нервової діяльності
Тип вищої нервової діяльності — це сукупність основних властивостей вищих відділів центральної нервової системи (сили нервових процесів, їхньої рухливості і врівноваженості), які характеризують вроджені індивідуальні особливості вищої нервової діяльності людини і тварин. Розрізняють чотири типи вищої нервової діяльності:
- жвавий;
- спокійний;
- нестерпний;
- слабкий.